# آنا سميث (لاعبة كريكت)
آنا سميث (12 مايو 1978 بدنيدن في نيوزيلندا - ) (بالإنجليزية: Anna Smith)‏ هي لاعبة كريكت نيوزلندية. شاركت مع منتخب نيوزيلندا الوطني للكريكت.

## وصلات خارجية
- آنا سميث على موقع إي آس بي آن كريك إنفو (الإنجليزية)